# Barry Sadler

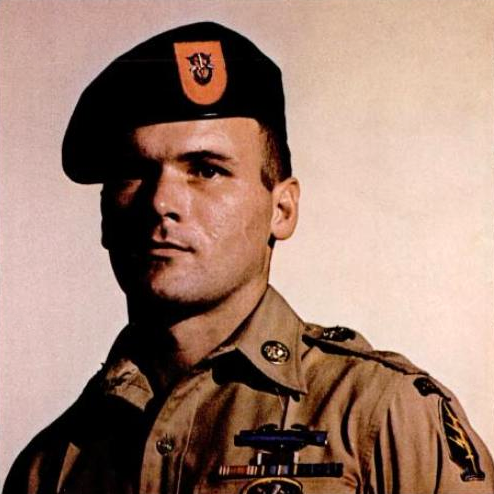
Barry Sadler (1966)

Barry Sadler (* 1. November 1940 in Carlsbad, New Mexico; † 5. November 1989) war ein amerikanischer Berufssoldat und Vietnamveteran, der als Sänger Bekanntheit erlangte. Ein Lied über die Green Berets wurde zum Welthit.

## Leben
Sadler hatte früh angefangen, patriotische Songs über das Leben in der Armee zu schreiben. Eins davon war ein Lied über seine Einheit, die Green Berets. Nachdem dieses Lied von Sadler aufgenommen und an Truppenmitglieder verteilt wurde, nahm ihn eine Plattenfirma unter Vertrag. Diese produzierte eine professionelle Aufnahme mit dem Titel The Ballad of the Green Berets. Als die Single im Februar 1966 veröffentlicht wurde, entwickelte sie sich in kurzer Zeit zum Spitzenhit und verkaufte sich innerhalb von nur vierzehn Tagen eine Million Mal. Der Song war 1966 insgesamt 5 Wochen lang die Nr. 1 in den USA. Außerdem wurde er 1968 Titelmelodie von John Waynes Kriegsfilm The Green Berets.
Kurz darauf quittierte Barry Sadler den Dienst und arbeitete als Musiker, konnte aber an seinen ersten Erfolg nicht anschließen. Lediglich The A-Team konnte sich in den Charts platzieren. Anschließend arbeitete er als Schriftsteller und Filmschauspieler. Er kreierte die Figur des Casca, eines Soldaten, der dazu verdammt ist, in allen möglichen Epochen der Weltgeschichte (inklusive der Zukunft) immer wieder zu kämpfen. Nur die ersten Bände schrieb Sadler selbst; die Reihe Casca: The Eternal Mercenary wurde von anderen Autoren fortgesetzt und hat heute bereits 31 Bände.
1978 erschoss er im Streit um eine Frau den Country-Sänger Lee Emerson, was ihm eine mehrjährige Gefängnisstrafe einbrachte. In den 1980er Jahren arbeitete er als militärischer Ausbilder in Guatemala. Dort erhielt er 1988 einen Kopfschuss, wobei bis heute ungeklärt ist, ob es ein geplanter Anschlag, ein Selbstmordversuch, ein Unfall mit der eigenen Waffe oder lediglich ein ganz gewöhnlicher Überfall war.
Er überlebte die Verletzungen und verstarb schließlich am 5. November 1989.

## Werk
Sein größter Erfolg war 1966 der Millionenseller The Ballad of the Green Berets zur Musik von Miklós Rózsa.
In Deutschland wurde das Lied zur gleichen Melodie unter dem Titel Hundert Mann und ein Befehl gleich zweimal sehr erfolgreich veröffentlicht – von Freddy Quinn und Heidi Brühl. Im Gegensatz zur Originalfassung hat der deutsche Text jedoch keinen das Militär verherrlichenden Inhalt. Die Lieder waren in Deutschland überaus erfolgreich, das Original von Barry Sadler erreichte Platz 4 in den Singles-Charts, die Version von Heidi Brühl Platz 8, und die Version von Freddy Quinn erreichte Platz 1 und hielt sich 15 Wochen lang in den Top 10.

## Diskografie

### Alben
| Jahr | Titel                       | Höchstplatzierung, Gesamtwochen, AuszeichnungChartplatzierungen (Jahr, Titel, Platzierungen, Wochen, Auszeichnungen, Anmerkungen) | Höchstplatzierung, Gesamtwochen, AuszeichnungChartplatzierungen (Jahr, Titel, Platzierungen, Wochen, Auszeichnungen, Anmerkungen) | Anmerkungen |
| Jahr | Titel                       | US | Country | Anmerkungen |
| ---- | --------------------------- | --- | --- | ----------- |
| 1966 | Ballads of the Green Berets | US1 Gold · (32 Wo.)US | Country1 (12 Wo.)Country |             |
| 1966 | The ’A’ Team                | US130 (3 Wo.)US | — |             |

### Singles
| Jahr | Titel Album                 | Höchstplatzierung, Gesamtwochen, AuszeichnungChartplatzierungen (Jahr, Titel, Album, Platzierungen, Wochen, Auszeichnungen, Anmerkungen) | Höchstplatzierung, Gesamtwochen, AuszeichnungChartplatzierungen (Jahr, Titel, Album, Platzierungen, Wochen, Auszeichnungen, Anmerkungen) | Höchstplatzierung, Gesamtwochen, AuszeichnungChartplatzierungen (Jahr, Titel, Album, Platzierungen, Wochen, Auszeichnungen, Anmerkungen) | Höchstplatzierung, Gesamtwochen, AuszeichnungChartplatzierungen (Jahr, Titel, Album, Platzierungen, Wochen, Auszeichnungen, Anmerkungen) | Anmerkungen |
| Jahr | Titel Album                 | DE | UK | US | Country | Anmerkungen |
| ---- | --------------------------- | --- | --- | --- | --- | ----------- |
| 1966 | Ballads of the Green Berets | DE4 (10 Wo.)DE | UK24 (8 Wo.)UK | US1 Gold · (13 Wo.)US | Country2 (14 Wo.)Country |             |
| 1966 | The ’A’ Team                | — | — | US28 (7 Wo.)US | Country46 (4 Wo.)Country |             |